# توحد الأصوات

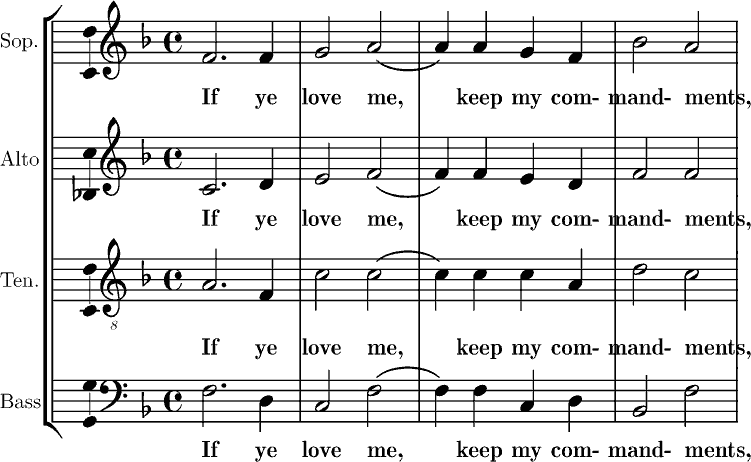
الهموفوني في أغنية توماس تاليس “إذا كنت تحبيني" التي ألفها عام 1549. الأصوات تتحرك معا باستخدام نفس الإيقاع والعلاقة بينهم تخلق التآلفات: الجزء يبدأ وينتهي في مفتاح فا.

توحُّد الأصوات أو توحيد الأصوات أو التماثل الصوتي أو التجانس الصوتي (بالإنجليزية homophony، نقحرة: هوموفوني) هي البناء الموسيقي الذي يعتمد أساساً على التآلفات، على عكس البوليفونية، التي تنتج عن مجموعات ألحان مستقلة نسبياً. في الهموفوني جزء واحد عادة الأعلى يميل لأن يسود ويوجد فرق إيقاعي بسيط بين الأجزاء، في حين البوليفونية يدعم التمييز الإيقاعي الاستقلال اللحني.
توحد الأصوات هي نسيج متآلف موسيقي يتميز بوجود لحن رئيسي واضح، يرافقه أصوات أو آلات أخرى تؤدي أدوار مرافقة هارمونية تدعم اللحن المركزي. هذه الأصوات المرافقة ليست مستقلة، بل تعمل معًا لتعزيز الإحساس اللحني العام، أحيانًا عن طريق تكرار نفس الإيقاع أو إيقاع مشابه، مما يخلق شعورًا بالنظام والوحدة والتناغم.
الهموفوني لا يكبت بالضرورة من الطباق. الحركة الألجريتو في السمفونية السابعة لبيتهوفن تقدم مثال ممتاز على الكونترابنط الإيقاعي المفرد في الأساس، بما أنها تجمع بين لحنين مختلفين لكن مماثلين إيقاعيا.
في القرن الخامس عشر، الأعمال الدينية الإيطالية كانت ينظر لها على أنها توحيد أصوات، مثل مقطوعات كثيرة في القرن ال16 لأندريا جابريلي وجيوفاني جابرييلي وكارلو جسويلدو. لكن لم يصبح توحيد الأصوات سائدة في الموسيقى الغربية حتى القرن ال17 مع ظهور أمثال الإيطاليين أركانجلو كوريلي وكلوديو مونتفردي وجياكومو كاريسيمي والألماني يوهان هرمان شاين.
على عكس النسيج البوليفوني، الذي تتواجد فيه عدة خطوط لحنية مستقلة ومتساوية، يركز توحد الأصوات على خط لحني واحد يقود العمل الموسيقي، مما يجعل الاستماع أبسط وأكثر وضوحًا للجمهور. هذا النوع من النسيج شائع في أنواع مثل البوب، الفولك، الجاز، الموسيقى الدينية الغربية، وحتى في العديد من الأعمال الكلاسيكية من عصر الباروك والكلاسيكية مثل أعمال موتسارت وهايدن. في الموسيقى الحديثة، بالأخص في القرن العشرين، استُخدم توحد الأصوات أيضًا في وسائل إلكترونية ورقمية تسمح بتحكم أدق في التوزيع الهارموني وتوازن الآلات.استخدم بعض الملحنين مثل توماش سيكورسكي توحد الأصوات أداة فلسفية أيضًا، للتعبير عن التوتر بين السيطرة والتفكك، وبين النظام والفوضى، وأحيانًا كنوع من النقد للأفكار السياسية أو الاجتماعية من خلال الصوت. رغم بساطتها النسبية، يحمل توحد الأصوات ثراءً موسيقيًا وفكريًا يتطور باستمرار حسب الحقبة الزمنية، التكنولوجيا، وهدف صانعها.

## لمحة عن تاريخ توحد الأصوات
توحد الأصوات في عصر الباروك
في أوائل عصر الباروك في الموسيقى، كانت البنية المسيطرة هي البولوفونية مما يعني أن المؤلفين ركزوا على الخطوط اللحنية الفرديه وتفاعلها مع بعضها البعض ومع ذلك، في أواخر القرن السادس عشر وبدايات القرن السابع عشر، بدأ الملحنون ينظرون إلى الخطوط الموسيقية من منظور هارموني، مع التركيز على كيفية تزامن النغمات الفردية في كل خط لإنتاج تآلفات موسيقية (اكوردات -Chords) ومن خلال هذا النهج، بدأوا بالانتقال تدريجيًا نحو بنية متوحدة الأصواتة. في أواخر عصر الباروك (1640م - 1730م)، أفسحت البنية متوحدة الأصوات المجال لأشكال موسيقية جديدة، مثل "آريا دا كابو".

#### توحد الأصوات في العصر الكلاسيكي
في العصر الكلاسيكي (1750م – 1820م)، اعتادو الملحنون على إبطاء الايقاع الهارموني؛ فبدلاً من تغيير الاكوردات في الخانة الواحدة مرة او مرتين، أصبحوا يمددون الاكورد الواحد ليغطي عدة خانات موسيقية، وذلك كرد فعل على تعقيد الموسيقى الباروكية. هذا التبسيط في المبنى جعل الموسيقى أكثر سهولة وانتشارًا بين الجمهور. وكان من بين أبرز الداعمين لهذا التحول ملحنون مثل هايدن، موزارت,وبيتهوفن في مراحله المبكرة، مما أدى إلى سيطرة النسيج متوحد الأصواتخلال الفترة الكلاسيكية.
لكن الاكوردات في ذلك الوقت كانت تُستخدم بشكل أفقي وليس عمودي، حيث كان التركيز على وظيفتها ضمن مبنى موسيقي معيّن (مثل المبنى السوناتي "sonata form" أو المبنى الثنائي"binary form" الخ..)، أي أن الملحنين كانوا يستخدمون الهارمونية المحيطة بكورد معيّن على مدى عدة خانات، ثم ينتقلون إلى هارمونية أخرى حول بكورد مختلف (مثل I – V) بهدف خلق توتر وحلّ ضمن السياق الموسيقي, وليس بشكل عمودي، أي استخدام الاكوردات لهارمونيتها اللحظية، وهذا النهج مهد الطريق لاستخدام النسيج متوحد الأصواتلدى الجيل التالي, العصر الرومانسي.
إحدى ابرز الأشكال الشائعة في الفترة الكلاسيكية التي اعتمدت بشكل كبير على النسيج اللحني متوحد الأصواتكانت "السوناتا"، وخصوصًا سوناتا الكمان المصحوبة بالبيانو، والتي كانت شائعة بشكل خاص بين الموسيقيين الهواة في المنازل. كما كانت رباعيات الاوتار شكلاً شائعًا آخر لاستخدم النسيج متوحد الأصواتبشكل كبير.
ومن حيث الموسيقى الغنائية المتجانسة (توحد الأصوات)، واصلت الآريا في التوسع من حيث شعبيتها وبدأت في تطوير شكلها، مثل "آريا دال سينيو" التي تطورت بعد ستينيات القرن الثامن عشر، وأخذت أشكالًا مختلفة بحسب نوع الأوبرا (أوبرا بوفا أو أوبرا سيريا) لتتناسب مع المشهد الدرامي.

##### توحد الأصوات في العصر الرومانسي
في العصر الرومانسي (حوالي 1820م إلى 1900م)، تطوّر فهم النسيج متوحد الأصواتوالنظرية الهارمونية التي تقف خلفه بشكل ملحوظ. وقد أولى الملحنون في تلك الفترة أهمية كبيرة للفردانية والابتكار في تعبيراتهم الهارمونية، ونتيجة لذلك أصبح أسلوب الكتابة متوحدة الأصوات العمودية (أي التركيز على الهارمونية الناتجة عن كورد معيّن في لحظة زمنية محددة) هو النمط السائد في التأليف الموسيقي. كان من بين أبرز الشخصيات الموسيقية المعاصرة في ذلك الوقت كل من فاغنر، برامز، شوبان وليست، حيث تميّز كل منهم بهوية موسيقية فريدة من خلال ابتكار هارمونيّات جديدة وتوظيفها في سياقات موسيقية مناسبة.
ومن بين أنماط توحد الأصوات البارزة في العصر الرومانسي كان "الليد الألماني"، وهو النوع الذي أسهم المؤلف شوبيرت في نشره. ويتميّز هذا النوع بجمع بين النص الشعري المغنّى وبيانو تعبيري يتناغم مع موضوع الكليمات.

## توحد الأصوات في موسيقى البوب والروك
يتجلى توحد الأصوات في الموسيقى الحديثة في موسيقى الروك وموسيقى البوب. خلال القرن العشرين، نشأت أنماط موسيقية جديدة مثل الروك والجاز بمختلف أنواعه، والتي كانت موجّهة لجمهور شاب. تُكتب العديد من الأغاني في هذه الأنماط بصيغة غناء منفرد مصحوب بمرافقة هارمونية من آلات موسيقية تعتمد على الاكوردات. من بين الآلات المرافقة البارزة: الغيتار، غيتار الباس ، والبيانو. في كثير من الأحيان، تؤدي آلة موسيقية معينة الدور الرئيسي وتُرافَق من قبل باقي الآلات. وغالبًا ما يملأ سولو آلة معينة الفجوة في الغناء، وتحدث أحيانًا مداورة في الصوت الرئيسي.
الهارمونية في موسيقى البوب تعتمد على "تسلسل الاكوردات- chord progression"– مثل التسلسل I–V–vi–IV –  يشكّل هذا التسلسل وتسلسلات أخرى ما يُعرف بـ"الصِيَغ الموسيقية" التي تُستخدم على نطاق واسع في موسيقى البوب. استخدام تسلسل آكورْدات تدعم لحنًا رئيسيًا واحدًا سيُبرز النسيج متوحد الأصواتالذي يُعد من الخصائص العامة المميزة لموسيقى البوب.
يمكن الافتراض أن تطور موسيقى البوب باعتبارها مبنية على توحد الأصوات يرتبط بعوامل تكنولوجية وثقافية. يشير باحثون إلى أن الموسيقى البوب تشكّلت ضمن إطار ثقافة الجماهير والصناعة الموسيقية، التي فضّلت صيغًا يسهل استيعابها، تكرارها وإعادة إنتاجها. أتاح النسيج متوحد الأصواتتأليف الأغاني بكفاءة نسبية، وتسهيل بثها الإذاعي، وإنشاء مبنى موسيقي واضح مكون من بيت ولازمه، يمكن تمييزها وتوزيعها على نطاق واسع. علاوة على ذلك، ساهمت توحد الأصوات في جعل الموسيقى أكثر إتاحة للأشخاص ذوي المعرفة المحدودة بالعزف، وسهّلت التعاون بين المؤلفين.
ومع ذلك، تجدر الإشارة إلى أن الموسيقى الشعبية تحتوي أحيانًا على مقاطع لا تُعدّ متوحدة الأصوات تمامًا – على سبيل المثال، فواصل موسيقية آلية أو توزيعات متعددة الطبقات في الغناء أو في الإنتاج الاستوديوي، لكن هذه الحالات تُعدّ نادرة نسبيًا وتشكّل استثناءً للبنية متوحدة الأصوات الأساسية.

## الهوامش
1. ↑  يوسف خياط (د.ت.)، معجم المصطلحات العلمية والفنية: عربي فرنسي انكليزي لاتيني (بالعربية والإنجليزية والفرنسية واللاتينية)، دار لسان العرب، ص. 392، LCCN:78970350، OCLC:9419197، QID:Q107580089 {{استشهاد}}: تحقق من التاريخ في: |publication-date= (مساعدة)
2. ↑  ثروت عكاشة (1990). المعجم الموسوعي للمصطلحات الثقافية: إنجليزي فرنسي عربي مع مسردين ورسوم (بالعربية والإنجليزية والفرنسية). القاهرة، بيروت: مكتبة لبنان ناشرون، الشركة المصرية العالمية للنشر - لونجمان. ص. 211. ISBN:978-977-14-4666-8. OCLC:1158793962. OL:13162422M. QID:Q108055079.
3. ↑  حسين علي محفوظ (1964)، معجم الموسيقى العربية (بالعربية والإنجليزية)، بغداد: وزارة الثقافة والإعلام، ص. 193، OCLC:21502412، QID:Q117200244
4. ↑  المعجم الموحد لمصطلحات الموسيقى: (إنجليزي - فرنسي - عربي)، سلسلة المعاجم الموحدة (4) (بالعربية والإنجليزية والفرنسية)، تونس: مكتب تنسيق التعريب، 1992، ص. 26، OCLC:1158796736، QID:Q108749268
5. ↑  مجمع اللغة العربية بالقاهرة (2000). معجم الموسيقا (بالعربية والإنجليزية). القاهرة: مجمع اللغة العربية بالقاهرة. ص. 71. ISBN:978-977-5037-39-8. OCLC:47698409. QID:Q116897793.
6. 1 2  Hyer، Brian (2001). "Homophony". Oxford Music Online. Oxford University Press. DOI:10.1093/gmo/9781561592630.article.13291. مؤرشف من الأصل في 2022-10-31.
7. ↑  "homophony." Encyclopædia Britannica. Encyclopædia Britannica Ultimate Reference Suite.  Chicago: Encyclopædia Britannica, 2011.
8. 1 2 3 4  www.oxfordmusiconline.com. DOI:10.1093/gmo/9781561592630.article.50818 https://www.oxfordmusiconline.com/grovemusic/documentID/omo-9781561592630-e-0000050818. اطلع عليه بتاريخ 2025-08-10. {{استشهاد ويب}}: الوسيط |title= غير موجود أو فارغ (مساعدة)
9. ↑  www.oxfordmusiconline.com. DOI:10.1093/gmo/9781561592630.article.02097 https://www.oxfordmusiconline.com/grovemusic/documentID/omo-9781561592630-e-0000002097. اطلع عليه بتاريخ 2025-08-10. {{استشهاد ويب}}: الوسيط |title= غير موجود أو فارغ (مساعدة)
10. ↑  www.oxfordmusiconline.com. DOI:10.1093/gmo/9781561592630.article.26191 https://www.oxfordmusiconline.com/grovemusic/documentID/omo-9781561592630-e-0000026191. اطلع عليه بتاريخ 2025-08-10. {{استشهاد ويب}}: الوسيط |title= غير موجود أو فارغ (مساعدة)
11. ↑  www.oxfordmusiconline.com. DOI:10.1093/gmo/9781561592630.article.40899 https://www.oxfordmusiconline.com/grovemusic/documentID/omo-9781561592630-e-0000040899. اطلع عليه بتاريخ 2025-08-10. {{استشهاد ويب}}: الوسيط |title= غير موجود أو فارغ (مساعدة)
12. ↑  www.oxfordmusiconline.com. DOI:10.1093/gmo/9781561592630.article.43315 https://www.oxfordmusiconline.com/grovemusic/documentID/omo-9781561592630-e-0000043315. اطلع عليه بتاريخ 2025-08-10. {{استشهاد ويب}}: الوسيط |title= غير موجود أو فارغ (مساعدة)
13. ↑  www.oxfordmusiconline.com. DOI:10.1093/gmo/9781561592630.article.16611 https://www.oxfordmusiconline.com/grovemusic/documentID/omo-9781561592630-e-0000016611. اطلع عليه بتاريخ 2025-08-10. {{استشهاد ويب}}: الوسيط |title= غير موجود أو فارغ (مساعدة)
14. ↑  Grenier، Line (1991). "Richard Middleton. Studying Popular Music. Milton Keynes: The Open University Press, 1990. 328pp. ISBN 0-335-15276-7". Canadian University Music Review. ج. 11 ع. 1: 142. DOI:10.7202/1014840ar. ISSN:0710-0353.
15. ↑  Savage، Jon (1987-01). "One Chord Wonders. By Dave Laing, Milton Keynes: Open University Press, 1985, 160 pp". Popular Music. ج. 6 ع. 1: 106–108. DOI:10.1017/s0261143000006693. ISSN:0261-1430. {{استشهاد بدورية محكمة}}: تحقق من التاريخ في: |تاريخ= (مساعدة)
16. 1 2  Middleton، Richard؛ Manuel، Peter (2001). "Popular music". Oxford Music Online. Oxford University Press. ISBN:978-1-56159-263-0.